# René Victor Auberjonois
René Victor Auberjonois (Lausana, 18 de agosto de 1872 – Lausana, 11 de outubro de 1957) foi um pintor pós-impressionista suíço. É considerado um dos maiores representantes da pintura do início do século XX no seu país.
Filho de um rico proprietário de terras; Auberjonois foi para Londres em 1895, onde se matriculou na Kensington School of Art.  Mudou-se para Paris no ano seguinte, onde foi aluno de Luc-Olivier Merson, ingressando em seguida, na Ecole des Beaux-Arts, a qual frequentou entre 1897 a 1900. Partiu a seguir para uma viagem de estudos à Florença.
Durante a 1ª Guerra Mundial retornou a Suiça, fixando-se em Jouxtens. Atuou como cenógrafo, realizou o cenário para ópera “Histoire du Soldat” (1918), associado a Igor Stravinski e Charles Ferdinand Ramuz.
Pintando paisagens, animais, retratos, naturezas-mortas e nus femininos, sua expressão artística mudou a partir de 1935, atingindo seu auge em 1948, passando gradativamente a um estilo expressionista próximo ao de Modigliani.
Paradoxalmente, seu trabalho não foi bem recebido na Suíça francófona, sendo mais apreciado no lado alemão ou no resto da Europa, onde participa em 1948 na Bienal de Veneza e na Kassel Documenta de 1955.
Depois de Ferdinand Hodler, René Auberjonois é considerado a figura mais emblemática da arte suíça na primeira metade do século XX.

Ele é pai do jornalista Fernand Auberjonois (1910-2004) e avô do ator norte-americano René Auberjonois.